# فرودگاه مارا سرینا
فرودگاه مارا سرینا (به انگلیسی: Mara Serena Airport) یک فرودگاه همگانی، غیرنظامی با کد یاتا MRE است که یک باند فرود سنگفرش دارد و طول باند آن ۸۲۰ متر است. این فرودگاه در کشور کنیا قرار دارد و در ارتفاع ۱۷۰۷ متری از سطح دریا واقع شده‌است.

## شرکت‌های هواپیمایی و مقصدهای پروازی
| شرکت‌های هواپیمایی  | مقصدهای پروازی                     |
| ------------------ | ---------------------------------- |
| Airkenya Express   | ویلسون، نانیوکی، سمبورو            |
| Fly-SAX            | ویلسون                             |
| مومباسا ایر سافاری | موا                                |
| Safarlink          | لوا، میگوری، کنیا، ویلسون، نایواشا |